# Muzeum Martyrologii Wielkopolan – Fort VII w Poznaniu

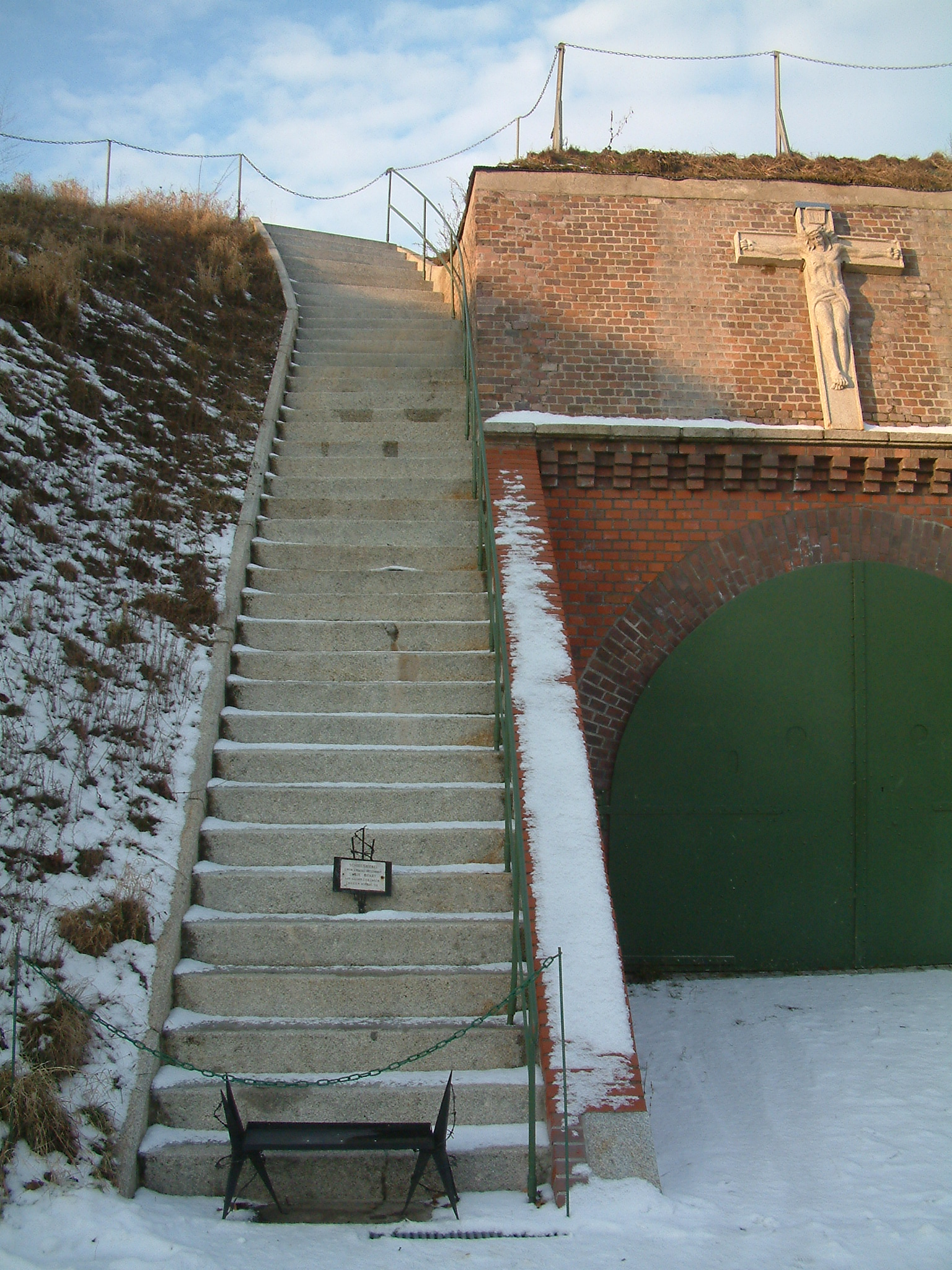
Tzw. Schody śmierci

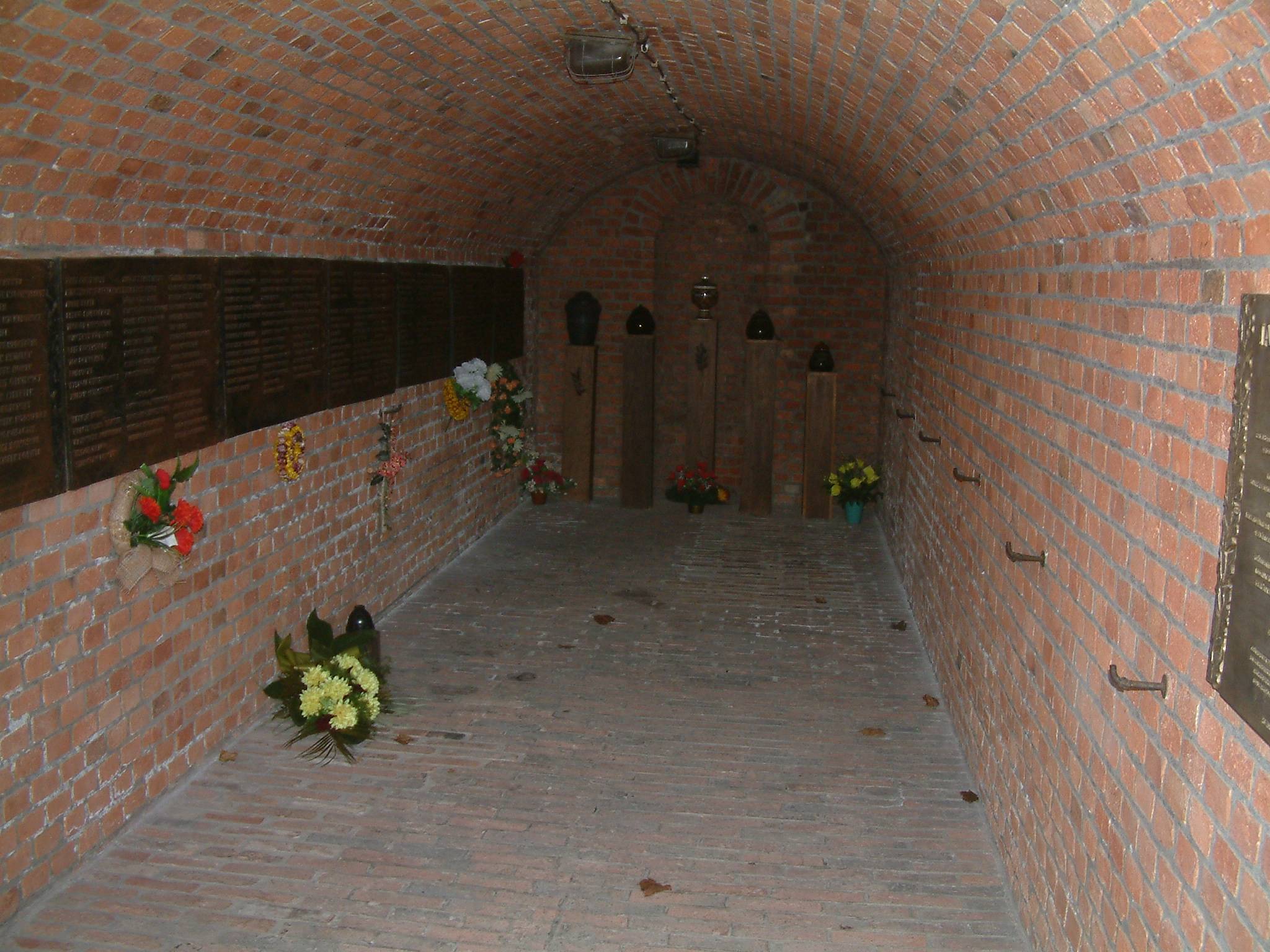
Schron nr 17 w wale artyleryjskim, użyty jako komora gazowa, w której między innymi stracono chorych psychicznie pacjentów ze szpitala w Owińskach

Muzeum Martyrologii Wielkopolan – Fort VII – muzeum martyrologiczne, zlokalizowane w Poznaniu, na terenie dawnego Fortu VII (Colomb) przy ul. Polskiej. 
Do 31 grudnia 2024 stanowiło oddział Wielkopolskiego Muzeum Niepodległości.
Od 1 stycznia 2025 roku jest częścią Muzeum Martyrologicznego w Żabikowie, wpisanego do wykazu muzeów, prowadzonego przez ministra właściwego do spraw kultury i ochrony dziedzictwa narodowego, zgodnie z art. 5b ustawy z dnia 21 listopada 1996 r. o muzeach.

## Charakterystyka
Siedzibą jest jeden z osiemnastu fortów Twierdzy Poznań, którego budowę ukończono w 1880. W czasie II wojny światowej pełnił rolę niemieckiego nazistowskiego obozu zagłady dla Polaków (choć oficjalnie był obozem przejściowym dla ludności cywilnej). 
Muzeum dokumentuje męczeństwo Polaków w czasie okupacji niemieckiej. Eksponaty udostępnione zwiedzającym to przede wszystkim: korespondencja obozowa, przedmioty codziennego użytku, fotografie i dokumenty więźniów, dokumenty wydawane przez okupanta, różańce, przedmioty z chleba i inne. Kartoteki (5000 sztuk) stanowią ważne źródło dla badań historycznych. Korzystają z nich m.in. naukowcy i Instytut Pamięci Narodowej.
Muzeum początkami sięga roku 1963. Wtedy, dzięki staraniom Stanisława Gębczyńskiego (członka Związku Bojowników o Wolność i Demokrację), powstała Izba Pamięci Narodowej, otwierana tylko z okazji dnia Wszystkich Świętych i czasowo w kwietniu (Miesiąc Pamięci Narodowej). W 1976 podjęto decyzję o powołaniu większej placówki. Otwarto ją 31 sierpnia 1979 jako oddział Muzeum Historii Ruchu Robotniczego im. Marcina Kasprzaka. Do końca 2024 było oddziałem Wielkopolskiego Muzeum Niepodległości.
Ekspozycji towarzyszą tablice pamiątkowe umieszczone na ścianach fortu, upamiętniające ofiary tutejszego obozu.